# Suberificazione
La suberificazione è un processo per cui alcune cellule vegetali si modificano, in quanto secernono suberina, un particolare polimero idrofobo costituito da una componente fenolica e una componente lipidica, che si deposita sulla parete cellulare. La suberificazione interessa le porzioni esterne degli organi vegetali (radici e fusti). La suberina, combinandosi con la cellulosa, forma poi il sughero. Essa è molto presente nella banda di Caspary, in cui obbliga il passaggio dell'acqua per via simplastica.